# Música bounce
La música bounce es una variedad sosegada del Hip hop natural de Nueva Orleans. 

## Descripción
Se caracteriza por ritmos y efectos arrastrados, y friccionantes del llamado Triggaman, que es una práctica consistente en una especie de scratching más suave y sostenido. El género tiene mucho renombre en Nueva Orleans, (Luisiana), en los estados meridionales, y en la zona sur de Estados Unidos. No se debe confundir con el Trip hop, el Lounge o el Chill out.

## Historia
Apareció al principio de los años 1990 aunque se considera originario de los 80. Se considera al dj T.T. Tucker como el pionero del género, y posiblemente su creador. El estilo se desarrolló rápidamente durante los años 90 y, a lo largo de esta década, la escena del Bounce mostró a artistas como dj Jubilee Da Sha Ra', Willie Puckett, y Katey Red.
- Datos: Q4949812